# Chris Ridenhour
Chris Ridenhour, né le 15 avril 1993 à Novato (Californie) aux États-Unis
est un compositeur américain. Avant sa carrière dans l’industrie cinématographique, il a étudié à l'Université Shenandoah à Winchester. À partir des années 1990, il a été actif dans l’industrie cinématographique, depuis 2004 en tant que compositeur indépendant, et à ce titre a accompagné plus de 100 productions cinématographiques jusqu’en 2016. Il est principalement impliqué dans les productions du studio de cinéma à petit budget The Asylum.

## Filmographie (sélection)
- 1998 : Blade
- 2007 : Transmorphers
- 2007 : Invasion of the Pod People
- 2007 : The Apocalypse
- 2007 : The Hitchhiker
- 2008 : Voyage au centre de la Terre
- 2008 : Merlin et la Guerre des dragons
- 2009 : 2012 Supernova
- 2009 : Mega Shark vs. Giant Octopus
- 2009 :  Les Chroniques de Mars (Princess of Mars)
- 2009 : Paranormal Entity
- 2009 : The Terminators
- 2009 : Dragonquest - Le réveil du dragon
- 2010 : 6 Guns
- 2010 : Mega Piranha
- 2010 : Sherlock Holmes (Sir Arthur Conan Doyle’s Sherlock Holmes)
- 2010 : 2010: Moby Dick
- 2010 : Titanic : Odyssée 2012 (Titanic II)
- 2010 : Airline Disaster
- 2010 : Mega Shark vs. Crocosaurus
- 2010 : MILF
- 2010 : #1 Cheerleader Camp
- 2010 : The 7 Adventures of Sinbad
- 2011 : A Haunting in Salem
- 2011 : Born Bad : un tueur né
- 2011 : Almighty Thor
- 2011 : Mega Python vs. Gatoroid
- 2011 : 11/11/11
- 2011 : Fast Drive
- 2012 : Air Collision Apocalypse
- 2012 : American Warships
- 2012 : Grimm's Snow White
- 2012 : Abraham Lincoln, tueur de zombies
- 2012 : L'Attaque du requin à deux têtes
- 2012 : Bigfoot
- 2012 : Nazis at the Center of the Earth
- 2012 : 40 Days and Nights
- 2012 : La Légende des mondes
- 2012 : Rise of the Zombies
- 2012 : Trafic de femmes
- 2012 : Hold Your Breath
- 2012 : Six chiens sinon rien
- 2012 : Super Cyclone
- 2012 : Celebrity Sex Tape
- 2013 : 100 Degrees below Zero
- 2013 : AE: Apocalypse Earth
- 2013 : Age of Dinosaurs
- 2013 : Home Invasion (Foreclosed)
- 2013 : Hypercane ou Avis de tempête (500 MPH Storm)
- 2013 : Jack the Giant Killer ou G-War - La guerre des Géants
- 2013 : Tempête à Las Vegas (Blast Vegas, Destruction Las Vegas)
- 2013 : Le Noël rêvé de Megan
- 2013 : Seul pour Noël (Alone for Christmas)
- 2013 : 13/13/13
- 2013 : Le Profil de la honte
- 2013 : Un intrus dans ma maison
- 2013 : 100 Degrees below Zero (Apocalypse de glace)
- 2014 : S.O.S : Éruption en plein vol
- 2014 : Asteroid vs. Earth
- 2014 : Sharknado 2: The Second One, téléfilm
- 2014 : Bullet
- 2014 : Ardennes Fury
- 2014 : Bachelor Night
- 2014 : Mercenaries
- 2014 : Hercule : La Vengeance d'un Dieu
- 2014 : The Coed and the Zombie Stoner
- 2014 : Asian School Girls
- 2014 : Bermuda Tentacles
- 2014 : Alpha House
- 2015 : Avengers Grimm
- 2015 : Sharknado 3: Oh Hell No!, téléfilm
- 2015 : Lavalantula, téléfilm
- 2015 : Stormageddon, téléfilm
- 2015 : L'Attaque du requin à trois têtes
- 2015 : Mega Shark contre Kolossus
- 2016 : Sharknado: The 4th Awakens, téléfilm
- 2016 : Jessica l'intrigante
- 2016 : Le Secret de la mariée
- 2016 : Dam Sharks
- 2016 : Electra Woman & Dyna Girl (8 épisodes)
- 2016 : Drone Wars
- 2016 : Fortune Cookie
- 2016 : La Seconde Femme
- 2016 : Terrapocalypse (Earthtastrophe)
- 2016 : Little Dead Rotting Hood
- 2016 : Isle of the dead
- 2017 : Alien Convergence
- 2017 : Sharknado 5: Global Swarming (téléfilm)
- 2017 : L'Attaque du requin à cinq têtes (téléfilm)
- 2017 : Geo-Disaster
- 2017 : Frères de Sang
- 2017 : Troy The Odyssey
- 2017 : Un homme entre ma fille et moi
- 2017 : Les codes de l'apocalypse
- 2017 : Locked Up
- 2017 : Qui a tenté de me tuer ?
- 2018 : L'Attaque du requin à six têtes
- 2018 : Avengers Grimm: Time Wars
- 2018 : Sharknado 6 : It's About Time
- 2018 : Triassic World (téléfilm)
- 2018 : Alien Siege
- 2018 : Megalodon, téléfilm
- 2018 : Au cœur de l'apocalypse (End of the World)
- 2018 : Un Noël royal
- 2018 : Nazi Overlord
- 2018 : Flight 666
- 2018 : Tomb Invader
- 2019 : Apocalypse polaire (Arctic Apocalypse)
- 2019 : Monster Island
- 2019 : San Andreas Mega Quake
- 2019 : Zoombies 2
- 2019 : Like-moi à Noël
- 2019 : The Final Level : Escaping Rancala
- 2019 : The Nightmare House (The Twisted Nanny)
- 2019 : Christmas Belles
- 2019 : Blood Craft
- 2019 : Quand ma fille dérape...
- 2019 : Ma fille, sous l'emprise de son petit ami
- 2019 : Zombie Tidal Wave
- 2019 : Effroyable belle-mère
- 2019 : La sœur de la mariée
- 2019 : Ma mère, mon poison (Mommy Would Never Hurt You)
- 2019 : D-Day
- 2020 : Airliner Sky Battle
- 2020 : Apocalypse of Ice
- 2020 : Asteroid-a-Geddon
- 2020 : Battle Star Wars
- 2020 : Fast and Fierce: Death Race (In the Drift)
- 2020 : Meteor Moon
- 2020 : Monster Hunters
- 2020 : Shark Season
- 2020 : Nos parents ont raté l'avion
- 2020 : Fiançailles à Noël
- 2020 : Christmas Together
- 2020 : A Royal Christmas Engagement
- 2020 : Dying for a Daughter
- 2020 : Ado à coacher, père à séduire
- 2020 : Cheer Camp Killer
- 2020 : Battle Star Wars
- 2020 : 15 ans d'écart
- 2020 : Captive et soumise
- 2020 : Une famille à tout prix !
- 2020 : Ne dites rien à ma fiancée
- 2020 : Top Gunner : Le Choc de deux nations
- 2020 : Fast and Fierce: Death Race
- 2020 : Prise au piège chez moi
- 2020 : Homeward
- 2020 : Street Survivors : The True Story of the Lynyrd Skynyrd Plane Crash
- 2020 : Prête à tout pour qu'il m'appartienne
- 2021 : Aquarium of the Dead
- 2021 : Megalodon Rising
- 2021 : Planet Dune
- 2021 : Le prix de l'excellence
- 2021 : Une meurtrière dans l'équipe
- 2021 : Prête à tout pour une famille parfaite
- 2021 : Lettre à la future femme de mon mari
- 2021 : The Killer in My Backyard
- 2021 : Mommy's Deadly Con Artist
- 2021 : Deceived by My Mother-In-Law
- 2021 : The Wrong Valentine
- 2021 : L'escroc qui m'a séduite
- 2021 : Brisée par mon ex
- 2021 : Épiée dans ma maison
- 2022 : Titanic 666
- 2022 : La Sœur de trop
- 2022 : Killer Ambition
- 2023 : Megalodon: The Frenzy